# Qingzhou
Qingzhou (青州市S, QīngzhōuP) è una città-contea della Cina, situata nella provincia dello Shandong e amministrata dalla prefettura di Weifang.